# Sergio Mendoza
Sergio Mendoza, né le 23 mai 1981 à El Progreso, est un footballeur international hondurien. Il évolue actuellement au CD Motagua dans le championnat national hondurien au poste de défenseur.
Il fait partie des 23 joueurs honduriens sélectionnés pour participer à la coupe du monde 2010.

## But international
| # | Date        | Lieu                        | Adversaire | Score | Compétition  |
| - | ----------- | --------------------------- | ---------- | ----- | ------------ |
| 1 | 30 mai 2008 | Fort Lauderdale, États-Unis | Venezuela  | 1-1   | Match amical |